# Bateadora

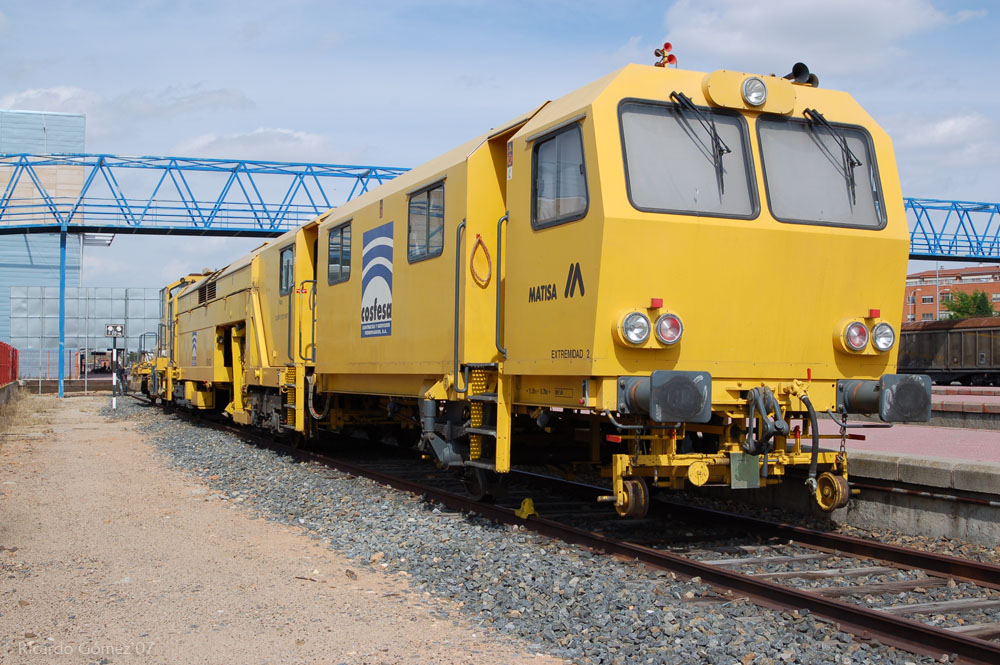
Bateadora MATISA, propiedad de la Cosfesa, en la estación de ferrocarril de Salamanca.

Una bateadora es una máquina de vía utilizada para la nivelación y alineación de la vía, dotada de bates vibrantes que se introducen en la capa de balasto y lo vibran enérgicamente bajo las traviesas para dotar a la vía de una posición exacta en planta y alzado. 
A su vez puede ser también una bateadora niveladora, siendo así una máquina de vía que, además de batear, mide los defectos del trazado de la vía y los corrige, colocándola en su posición exacta en planta y alzado.
Se conoce por bateadora a las grandes máquinas de vía que realizan estas funciones, pero también hay bateadoras ligeras, en cuyo caso se trata de una herramienta ligera que permite realizar la nivelación traviesa por traviesa en operaciones de sustitución de las mismas